# 1106年大彗星
1106年大彗星的臨時名稱是X/1106 C1，出現在1106年2月2日，整個二月，一直到三月中旬都能看見。在中國、日本、韓國、歐洲和英國的威爾士的古籍中都有紀錄。它被看見分裂成兩個碎片，並且可能形成了1882年大彗星、池谷-關彗星和SOHO觀測到許多小克魯茲族彗星。可也可能是更早分裂的一顆彗星所組成的克魯茲族彗星的一員。

## 文献記載
- 在威爾士的王子编年史（Brut y Tywysogion）的原稿中有一段簡短的描述（已翻譯）如下：

[-1106]。在那年裡，有顆奇妙的星被注視著，在她之後有一根厚實的柱子，並且發出強烈的光芒，預感著在將來有什麼將會經過：对于羅馬皇帝亨利，在取得輝煌的勝利和拥有最虔誠的对基督的信仰之后，离开人世。他的兒子，在贏得羅馬帝國的王位之後，也成為了皇帝。
- 彼得波羅編年史在1106年描述這顆彗星。桃樂絲.懷特洛克翻譯的內容如下：

在四旬齋的第一個星期，2月16日星期五，在黃昏時出現了一顆不尋常的星，並且之後有很長的一段時間，每個黃昏它都會出現。這顆星出現在西南方時，看起來又小又暗。但是，從它發出非常明亮的光芒，它們看起來像是巨大的光束照向東北方；有一個黃昏，它像是在相反的方向上，從一把叉子發出許多的光線射向這顆星。
- 《宋史》中本纪第二十徽宗记载到：

（崇宁）五年春正月戊戌（1106年2月10日），彗出西方，其长竟天。乙巳，以星变，避殿损膳，诏求直言阙失。三月丙申（1106年3月10日），诏星变已消，罢求直言。
- 《文獻通考》正文·卷二百八十六·象緯考九

徽宗崇寧五年正月戊戌，彗出西方，如杯口大，光芒散出如碎星，長六丈，闊三尺，斜指東北，自奎宿貫婁、胃、昴、畢，後入濁不見。主兵喪大饑，西北宜備之。

### 其他
- Sigebert of Gembloux在他的作品Chronicon sive Chronographia (pub. 1111)
- De Significatione Cometarum
- Anales Toledanos I(1219年)
- 大日本史(1715年)
- 续资治通鉴纲目(1476年)
- Historia Hierosolymitana
- 阿歷克塞傳

## 资源
- Thomas Jones, Brut y Tywysogion, or, the Chronicle of the Princes: Red Book of Hergest version, University of Wales Press, Cardiff, 1955.
- Comet X/1106 C1: Publication der Sternwarte in Kiel, No. 6, pp. 1-66, and AN 238 (1930 Jun 5), pp. 403-4

## 資料來源
- Historic astronomical observations in Wales
- SOHO-620: A Comet on the Right(hand) Track
- X/1106 C1 （页面存档备份，存于） Memorable Comets and Catalog of Periodic Comets